# Lovro Radonić
Lovro Radonić (ur. 26 listopada 1925 w Korčuli, zm. 31 lipca 1990 w Rijece) – chorwacki piłkarz wodny i pływak. W barwach Jugosławii dwukrotny srebrny medalista olimpijski.
Medale zdobył wspólnie z reprezentacją Jugosławii w 1952 i 1956. Był srebrnym medalistą mistrzostw Europy w 1954 i 1958, brązowym w 1950 oraz złotym medalistą igrzysk śródziemnomorskich w 1959. W 1960 wystąpił na igrzyskach w konkurencji pływackiej.